# Poiana Câmpina, Prahova
Poiana Câmpina este satul de reședință al comunei cu același nume din județul Prahova, Muntenia, România.